# Bowen (Familienname)
Bowen ist ein Familienname, der im englischen Sprachraum gebräuchlich ist.

## Herkunft und Bedeutung
Bowen ist ein ursprünglich patronymisch abgeleiteter Name aus dem Walisischen mit der Bedeutung „Sohn des Owain“ (walisisch: Ap Owain).

## Namensträger

### A
- Alex Bowen (Freestyle-Skier) (* 1992), US-amerikanischer Freestyle-Skisportler
- Alex Bowen (Wasserballspieler) (* 1993), US-amerikanischer Wasserballspieler
- Alexander Bowen (* 1993), panamaischer Hochspringer
- Andrea Bowen (* 1990), US-amerikanische Schauspielerin
- Andy Bowen (1864–1894), US-amerikanischer Boxer
- Anthony J. Bowen (* 19??), britischer Gräzist

### B
- Bart Bowen (* 1967), US-amerikanischer Radrennfahrer
- Bill Bowen (1923–2011), US-amerikanischer Rockabilly-Musiker
- Bleddyn Bowen (* 1961), walisischer Rugby-Union-Spieler
- Bob Bowen (1965–2010), US-amerikanischer Jazz-Bassist und Hochschullehrer
- Bruce Bowen (* 1971), US-amerikanischer Basketballspieler

### C
- Catherine Drinker Bowen (1897–1973), US-amerikanische Autorin
- Charles Bowen, Baron Bowen (1831–1894), britischer Jurist
- Chris Bowen (* 1973), australischer Politiker
- Christopher C. Bowen (1832–1880), US-amerikanischer Politiker
- Clare Bowen (* 1984), australische Sängerin und Schauspielerin

### D
- Dave Bowen (David Lloyd Bowen; 1928–1995), walisischer Fußballspieler und -trainer
- David Bowen (Mediziner, 1924) (1924–2011), britischer Rechtsmediziner
- David Bowen (Mediziner, 1940) (1940–2011), britischer Neurologe
- David R. Bowen (David Reece Bowen; * 1932), US-amerikanischer Politiker
- Denis Bowen (1921–2006), britischer Maler
- Devin Bowen (* 1972), US-amerikanischer Tennisspieler

### E
- Edmund John Bowen (1898–1980), englischer Chemiker
- Edward Ernest Bowen (1836–1901), englischer Lehrer und Schulleiter
- Edward George Bowen (1911–1991), britischer Physiker
- Elizabeth Bowen (1899–1973), irische Schriftstellerin
- Elizabeth Bowen (Schauspielerin), kanadische Schauspielerin und Synchronsprecherin
- Emanuel Bowen († 1767), englischer Kartograph

### F
- Francis Bowen (Philosoph) (1811–1890), amerikanischer Philosoph und Pädagoge
- Francis Kipkoech Bowen (* 1973), kenianischer Marathonläufer
- Frank S. Bowen (1905–1976), US-amerikanischer Generalmajor

### G
- Gail Bowen (* 1942), kanadische Schriftstellerin, Hochschullehrerin und Dramatikerin
- George Ferguson Bowen (1821–1899), britischer Kolonialgouverneur

### H
- Henry Bowen (1841–1915), US-amerikanischer Politiker
- Herbert Wolcott Bowen (1856–1927), US-amerikanischer Jurist und Diplomat

### I
- Ira S. Bowen (1898–1973), US-amerikanischer Astronom und Astrophysiker

### J
- Jabez Bowen (1739–1815), britischer Händler, Politiker, Jurist und Offizier
- James Bowen (* 1979), britischer Schriftsteller und Musiker
- Jarrod Bowen (* 1996), englischer Fußballspieler
- Jeremy Bowen (* 1960), walisischer Journalist und Fernsehmoderator
- Jimmy Bowen (* 1937), US-amerikanischer Musikproduzent und Rockabilly-Musiker
- John Bowen (Pirat) († 1704), Pirat kreolischer Herkunft
- John Bowen (Kolonist) (1780–1827), britischer Seemann und Kolonist
- John Bowen (Schriftsteller) (* 1924), britischer Dramatiker und Novellist
- John Campbell Bowen (1872–1957), kanadischer Politiker
- John Clyde Bowen (1888–1978), US-amerikanischer Jurist und Politiker
- John Henry Bowen (1780–1822), US-amerikanischer Politiker
- John Stevens Bowen (1830–1863), US-amerikanischer Generalmajor
- John T. Bowen (John Templeton Bowen; 1857–1940), US-amerikanischer Dermatologe
- John W. Bowen (John William Bowen; 1910–1977), US-amerikanischer Generalleutnant
- John Wesley Edward Bowen (1855–1933), US-amerikanischer Theologe und Bürgerrechtler
- Jonathan Bowen (* 1956), englischer Informatiker
- Joseph Bowen (* 1946), US-amerikanischer Strafgefangener
- Julie Bowen (* 1970), US-amerikanische Schauspielerin

### K
- Katie Bowen (* 1994), neuseeländische Fußballspielerin

### L
- Lana Hutton Bowen-Judd (1922–1985), britische Kriminal-Schriftstellerin
- Luke Kibet Bowen (* 1983), kenianischer Marathonläufer
- Lynne Bowen (* 1940), kanadische Historikerin und Schriftstellerin

### M
- Maggie Bowen (* 1980), US-amerikanische Schwimmerin
- Marjorie Bowen (1885–1952), englische Schriftstellerin
- Mark Bowen (* 1963), walisischer Fußballspieler und -trainer
- Marty Bowen, US-amerikanischer Film- und Fernsehproduzent
- Michael Bowen (* 1957), US-amerikanischer Schauspieler
- Michael George Bowen (1930–2019), englischer Geistlicher, Erzbischof von Southwark
- Murray Bowen (1913–1990), US-amerikanischer Psychiater, Psychotherapeut und Hochschullehrer

### N
- Nigel Bowen (1911–1994), australischer Politiker
- Norman L. Bowen (1887–1956), kanadischer Geologe

### O
- Otis R. Bowen (1918–2013), US-amerikanischer Politiker

### P
- Patrick Gillman Bowen (1882–1940), irischer Autor und Theosoph

### R
- Ralph Bowen (* um 1965), US-amerikanischer Jazzmusiker
- Randy Bowen (* 1961), amerikanischer Formgestalter und Plastiker der Popkultur
- Rees Bowen (1809–1879), US-amerikanischer Politiker
- Renaye Bowen (* 1952), US-amerikanische Sprinterin
- Rufus Bowen (1947–1978), US-amerikanischer Mathematiker

### S
- Sandra Bowen (* 1976), australische Volleyballspielerin
- Sayles Jenks Bowen (1813–1896), US-amerikanischer Politiker
- Scott Bowen (* 1972), südafrikanischer Rugby-Union-Spieler
- Stella Bowen (1893–1947), australische Malerin und Schriftstellerin
- Stephen Bowen (* 1964), US-amerikanischer Astronaut
- Susanne Bowen (* 1979), deutsche politische Beamtin und Staatssekretärin

### T
- T. R. Bowen (Trevor R. Bowen; * 1941), britischer Schriftsteller und Schauspieler
- Thomas M. Bowen (1835–1906), US-amerikanischer Politiker

### W
- William C. Bowen (1785–1815), US-amerikanischer Arzt, Chemiker und Hochschullehrer
- William G. Bowen (1933–2016), US-amerikanischer Ökonom und Präsident der Princeton University

### Y
- York Bowen (1884–1961), englischer Pianist und Komponist